# ストレプトリジギン
ストレプトリジギン（Streptolydigin：Stl）は、RNAポリメラーゼに結合することで核酸の鎖の伸長を阻害し、細胞内でのRNA合成を阻害する抗生物質である。ストレプトリジギンは細菌のRNAポリメラーゼを阻害するが、真核生物のRNAポリメラーゼは阻害しない。ストレプトリジギンは多くのグラム陽性菌に対して抗菌活性がある。